# Мёзенлехнер, Регине
Регине Мёзенлехнер, в замужестве Биттнер (нем. Regine Mösenlechner-Bittner; род. 1 апреля 1961, Инцелль) — немецкая горнолыжница, выступавшая в скоростном спуске, супергиганте, слаломе и гигантском слаломе. Представляла сборные ФРГ и Германии по горнолыжному спорту в 1975—1992 годах, бронзовая призёрка чемпионата мира, победительница этапа Кубка мира, участница четырёх зимних Олимпийских игр.

## Биография
Регине Мёзенлехнер родилась 1 апреля 1961 года в курортной горнолыжной коммуне Инцелль, Бавария. Проходила подготовку в местном одноимённом лыжном клубе «Инцелль».
В 1975 году в возрасте четырнадцати лет вошла в состав западногерманской национальной сборной и дебютировала в Кубке мира, в частности, на домашнем этапе в Гармиш-Партенкирхене заняла в слаломе седьмое место.
Выступила на чемпионате мира 1978 года в Гармиш-Партенкирхене, где в программе слалома закрыла десятку сильнейших.
В 1979 году одержала победу в слаломе на чемпионате Европы среди юниоров в австрийском Ахенкирхе. Благодаря череде удачных выступлений удостоилась права защищать честь страны на зимних Олимпийских играх 1980 года в Лейк-Плэсиде — стартовала здесь в слаломе и гигантском слаломе, но ни в одной из этих дисциплин не финишировала.
На этапе Кубка мира 1981 года впервые попала в число призёров, выиграв серебряную медаль в зачёте скоростного спуска. Если в начале своей спортивной карьеры Мёзенлехнер специализировалась на техничных дисциплинах, таких как слалом и гигантский слалом, то с этого времени она больше внимания стала уделять скоростным видам: скоростному спуску и супергиганту.
Находясь в числе лидеров горнолыжной команды Западной Германии, Регине Мёзенлехнер благополучно прошла отбор на Олимпийские игры 1984 года в Сараево — на сей раз стартовала исключительно в скоростном спуске и показала на финише семнадцатый результат.
В 1985 году принимала участие в чемпионате мира в Бормио, где финишировала пятой в скоростном спуске и расположилась на четырнадцатой строке в комбинации. Два года спустя побывала на аналогичных соревнованиях в Кран-Монтане, откуда привезла награду бронзового достоинства — в скоростном спуске заняла третье место, пропустив вперёд только двух швейцарок Марию Валлизер и Микелу Фиджини. Также заняла здесь четырнадцатое место в супергиганте.
Представляла страну на Олимпийских играх 1988 года в Калгари — в скоростном спуске финишировала седьмой, тогда как в супергиганте показала четвёртый результат, остановившись в шаге от призовых позиций.
В 1989 году одержала первую и единственную победу в Кубке мира, обойдя всех соперниц в супергиганте на этапе в американском Вейле. При этом на мировом первенстве в том же Вейле стала в данной дисциплине пятой.
После объединения ФРГ и ГДР Мёзенлехнер вошла в основной состав национальной сборной объединённой Германии и в течение некоторого времени продолжала принимать участие в крупнейших международных соревнованиях. Так, в 1992 году она выступила на Олимпийских играх в Альбервиле, где заняла в супергиганте четырнадцатое место.
Вскоре по окончании альбервильской Олимпиады она приняла решение завершить спортивную карьеру. За более чем 17-летнюю карьеру Мёзенлехнер в общей сложности восемь раз поднималась на подиум Кубка мира, в том числе завоевала одну золотую медаль, четыре серебряные и три бронзовые. Ей так и не удалось выиграть Хрустальный глобус, но в одном из сезонов она была в супергиганте третьей позади Микелы Фиджини и Сильвии Эдер. Наивысшая позиция в общем зачёте всех дисциплин — 12 место. Является, помимо всего прочего, двукратной чемпионкой западногерманского национального первенства по горнолыжному спорту.
Завершив спортивную карьеру, открыла собственный салон красоты в Рупольдинге. Замужем за известным немецким горнолыжником Армином Биттнером.